# Tido Visser
Tido Visser (25 oktober 1970; Amsterdam, Nederland) is algemeen en artistiek directeur en conceptual creative, en een voormalige baszanger.

## Biografie
Visser is zoon van klavecinist Anneke Uittenbosch en zanger Lieuwe Visser. Het zag er niet naar uit dat hij in de voetsporen van zijn ouders zou stappen, want hij koos eerst voor een studie rechten. Na het behalen van zijn propaedeuse besloot hij een muzikale carrière toch een kans te geven en ging hij zang studeren aan het Conservatorium van Amsterdam bij Margreet Honig. Hij richtte met Matilde Castro, Orlanda Velez Isidro, Noa Frenkel en Jan-Willem Schaafma in 1999 The Kassiopeia Quintet op, dat alle madrigalen van Carlo Gesualdo opnam voor het label Globe Records. In 2008 besloot hij zijn zangcarrière te beëindigen en zich te richten op zakelijk, algemeen en artistiek leiderschap.
Tussen januari 2011 en juni 2013 was hij zakelijk directeur van het barokensemble Combattimento Consort, o.l.v. Jan Willem de Vriend. Vanaf 1 juli 2013 werd hij artistiek en algemeen directeur bij het Nederlands Kamerkoor. Voor dit topkoor ontwikkelde Visser spraakmakende projecten zoals 150 Psalms, waarmee hij het koor naar het Festival Oude Muziek Utrecht, White Light Festival Lincoln Center New York, Adelaide Arts Festival en Klarafestival Brussel bracht. Voorts ontwikkelde hij het concept voor de productie Van Gogh in Me, i.s.m. het Van Gogh Museum en studio fuse*, een Italiaans audiovisueel collectief. Al eerder was er de samenwerking met Arjan Ederveen (uitvoerende) en Spinvis (verhaal en libretto) in Vergeten (2019), een programma rondom de ziekte dementie, waaraan zijn vader overleed in 2014.
Visser is ook actief als regisseur. In 2021 regisseerde Visser een volledig geënsceneerde versie van Orlando di Lasso's Lagrime di San Pietro in samenwerking met choreograaf Nanine Linning. Nieuw werk was bijvoorbeeld #uncut van Renske Vrolijk uit 2022, een opera over en door een transvrouw. In 2025 regisseert hij met het Vlaamse regietalent Aïda Gabriëls een nieuw muziektheaterwerk van de Chinees-Amerikaanse componist Huang Ruo over dood en wedergeboorte, Between Two Lights, een coproductie met Muziektheater Transparant, Needcompany en HERMESensemble. 
Zijn stem is te horen in Hey Arnold! en af en toe als voice-over in bijvoorbeeld Sesamstraat.
Visser is als bestuurslid actief bij een keur aan culturele instellingen, zoals de Nederlandse Associatie voor Podiumkunsten en de Louis Andriessen Stichting
- Virtual International Authority File: 257163707041329422519